# Гое (грузинська літера)
Гое (ჰოე) — раніше тридцять восьма літера грузинської абетки, що позначає звук [oː]. В сучасній грузинській абетці літера відсутня.
Використовується у бацбійській мові на позначення звуків [ʕ], [ɦ].

## Історія
| Асомтаврулі | Нусхурі | Мхедрулі |
| ----------- | ------- | -------- |
|             |         |          |

## Юнікод
- Ⴥ : U+10C5
- ჵ : U+10F5